# Kuhlen-Wendorf
Kuhlen-Wendorf – gmina w Niemczech, w kraju związkowym Meklemburgia-Pomorze Przednie, w powiecie Ludwigslust-Parchim, wchodząca w skład Związku Gmin Sternberger Seenlandschaft.